# Праславянски език
Праславянският език не е засвидетелстван писмено. Той е хипотетичен език. За целите на научните изследвания той е реконструиран чрез сравнително-исторически метод, на базата на най-старите старобългарски паметници, чийто материал се сравнява с най-близките индоевропейски езици – балтийски и германски. Праславянският език произлиза от хипотетичния индоевропейски праезик, от който водят началото си и останалите индоевропейски езици.
Съвременните славянски езици произлизат от праславянския език. Като цяло, те принадлежат към най-архаичните части на индоевропейското езиково семейство, както във фонетичен, така и в граматичен план: съхранили са особено стари черти на флективна структура – склонение, спрежение, род, число, падеж, темпорална система, структурата на местоименията и числителните имена.

## Територия на разпространение
Праславянският език е говорен в прародината на славяните, намираща се според полския славист Тадеуш Лер-Сплавински в земите между Одра и Висла, според руския славист Федот Петрович Филин (1908 – 1982) – в териториите между среден Днепър и западен Буг, на юг от Припят и на север от крайчерноморските степи, а според проф. Иван Леков – на широка територия от Днепър до Висла, с динамични граници, слаба диалектна диференциация и двупосочни миграции.
В съвременнта наука е общоприето становището, че оформянето на славяните като отделен етнос е маркирано от появата на т.нар. Лужишка култура в началото на 13 век пр.н.е. на територията между Висла и Одра в днешна Полша.

## Исторически преглед на развоя
Поради липсата на писмени паметници, етапите в развитието на праславянския език могат да се очертаят само хипотетично, чрез сравнително-историческия метод, като се има предвид, че някои заключения могат да имат различни тълкувания. Съвременното състояние на славянските езици показва, че проф. Леков е прав, като говори за динамични граници на езиковата територия на праславяните. Същата теза може да се приложи и към диалектите на праславянския език, от които по-късно се оформят отделните славянски езикови групи и езици.

### Ранен период
Началото на праславянския език може да се отнесе към 3-то хилядолетие преди новата ера, когато индоевропейският праезик се разпада на отделни диалекти. В периода от началото на 2-рото до средата на първото хилядолетие преди новата ера праславянският език е в контакт с балтийския. Това е периодът на т.нар. балто-славянска езикова общност или близост, през който се развиват общи черти в балтийски и праславянски. Праславянският език се разпада около втората половина на първото хилядолетие от новата ера. Това е периодът на отваряне на сричката, т.е. когато всички срички в праславянски започват да се подчиняват на закона за възходящата звучност. През този период настъпват редица промени в праславянския език, някои от които засягат цялата славянска територия, други – само част от нея, а интензивността им не е еднаква. Едни промени обуславят други, изравняват се или се пресичат географски и по този начин се оформя диалектната диференциация в праславянски, довела по-късно до появата на трите езикови групи.

#### Влияния от неславянски езици
В развоя си праславянският език се сблъсква с влияния и на различни неславянски езици, най-вече езици от германската и иранската група. Германски заемки са например лексемите *gąsъ „гъска“, *koldędzь „кладенец“, *kъnędzь „княз“, *welьbądъ „камила“, *kupiti „купя“, *stьklo „стъкло“, *хъlmъ „хълм“, *bukъ „бук“ др. Ирански заемки са лексеми като *bogъ „бог“, *rajь „рай“, *sъto „сто“ (вместо *sęto), *хъrwаtъ „хърват“ и др.

#### Фонетични промени и ранни диалекти
Предполага се, че още в праславянската родина праславянският език се разпада на 2 диалекта, наричани по различен начин от различни учени: западен или северозападен и източен или югоизточен. Към източния принадлежи и по-късно отцепилият се южнославянски клон. Това разделение се появява в резултат на палатализациите на задноезичните k, g, х пред предни гласни. Първата палатализация дава еднакви резултати на цялата праславянска територия: č, dž, š, докато втората дава еднакви резултати само при k, g: c, dz; в западния диалект резултатите от първа и втора палатализация за х се изравняват – š, а в източния диалект обсегът на втора палатализация е по-голям: групите gw, kw, хw > dzw, cw, sw (gwězda > dzwězda, kwětъ > cwětъ). Западният и източният диалект се различават и по запазването или промяната на групите tl и dl: в западнославянския се запазват непроменени, а в източния t и d отпадат и остава само l: četlъ >čelъ, wedlъ > welъ.
Промяната на групите *ktĭ / *tj и *dj в двата диалекта също дава различни резултати. Първоначално в източния диалект се получават čč и dždž, а в западните – c и dz. По-късно, в източния диалект, тези групи се променят допълнително, като в старобългарски вече на техните места имаме št < šč < čč и žd < ždž < dždž. Състоянието в новощокавските сръбски диалекти обаче показва, че те или са били извън обсега на действие на тези промени, или са засегнати от тях слабо: *ktĭ / *tj > ť > ć (noć, kuća) и *dj > ď > đ (međa).

### Късен период

#### Ликвидна метатеза и диалектно деление
Двете палатализации и запазването или промяната на групите tl и dl характеризират началното обособяване на праславянските диалекти. Промяната на групите *tort, *tolt и *tert, *telt бележи нов етап от развитието на праславянския. Според резултатите от тази промяна може да се предполага, че е възникнало ново деление на праславянските диалекти на югозападен и източен. В югозападния диалект настъпва метатеза (макар и с различни резултати) на ликвидните съгласни r и l и гласните, докато в източния се получава т.нар. пълногласие:
- югозападен: trot, tlot, tret, tlet (на север) и trat, tlat, trět, tlět (на юг): 
полски: gród, młody, drzewo, mleko
старобългарски: gradъ, mladъ, drěvo, mlěko
чешки: hrad, mlady, dřevo, mléko
- източен: torot, tolot: 
руски: город, молодой, дерево, молоко
Тази промяна в източния диалект е непоследователна: в съвременните северни руски диалекти се срещат примери с метатеза на ликвидните: праська (прасе), заграда (заден двор), слажоный (сладък).

#### Разпадане на праславянския език
През по-нататъшния развой на праславянския език настъпва отделяне на южни диалекти и сближаване на предците на днешните източни и западни славяни, като се оформят две нови групи диалекти – северна и южна, които не са напълно хомогенни. Периодът на тези промени може да се счита за период на окончателно разпадане на праславянския език.
Характерни черти, които отделят южните праславянски диалекти от северните, са:
- В началото на думата групите *ort и *olt под действие на закона за отваряне на сричката винаги се променят в rat и lat в южните диалекти, а в северните, в зависимост от интонацията, се променят в rat, lat или в rot, lot:
  - старобългарски: рамѧ, равьнъ, лакомъ, ладии (но има и вариант алъдии)
  - български: рамо, равен, лаком, ладия
  - чешки: rameno, rovný, lakomý, loď
Тази промяна в южните диалекти е непоследователна, т.е. метатезата не се извършва, напр. алчен в сравнение с лаком.

- Окончанието за родителен падеж единствено число и именителен и винителен падеж множествено число за съществителните от jo- и ja- основи, в северните праславянски диалекти е ě, а в южните – ę:
  - старобългарски: землѩ, конѩ
  - староруски: землѣ, конѣ

- Окончанието на сегашното деятелно причастие в северните праславянски диалекти е a, а в южните – y (=ы):
  - старобългарски: несы, веды
  - севернославянски: nesa, говоря, rzeka

- Окончанието за творителен падеж единствено число за съществителните от o- основи в северните праславянски диалекти е -ъmъ, а в южните – -omъ:
  - старобългарски: богомъ
  - полски: bogiem

- Наличие на финален съюз da в южните славянски диалекти, непознат в северните:
  - чешки, словашки: že
  - полски: iż, że
  - руски: что.